# Viktor Coj
Viktor Robertovič Coj (rusky Ви́ктор Ро́бертович Цой; 21. červen 1962, Leningrad, Sovětský svaz – 15. srpen 1990, Tukums, Lotyšská sovětská socialistická republika) byl slavný sovětský umělec a lídr rockové skupiny Kino. Viktor Coj byl jediným synem korejského inženýra Roberta Maximoviče Coje a ruské učitelky Valentiny Vasiljevny Cojové.
Viktor Coj je považován za jednoho z průkopníků ruského rocku a má dodnes velmi mnoho obdivovatelů v zemích bývalého Sovětského svazu. Jen málo hudebníků v dějinách ruské hudby bylo více oblíbených a mělo větší vliv na svůj žánr než Viktor Coj a jeho rocková skupina Kino.
Coj přispěl velkou spoustou hudebních a uměleckých děl, mezi nimiž bylo např. deset hudebních alb. Zemřel 15. srpna 1990 ve věku 28 let při dopravní nehodě, když usnul při řízení. V celém Rusku se neoficiálně hovoří o vraždě na objednávku jako odpůrce režimu 

## Počátky umělecké dráhy

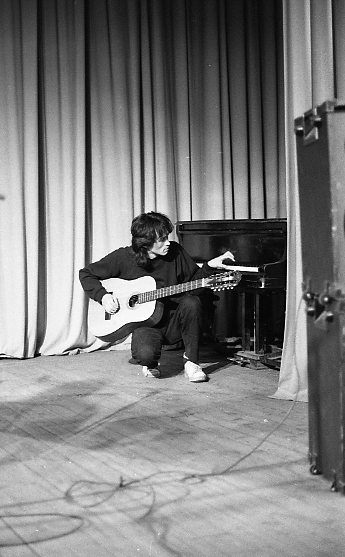
Viktor Coj ladí kytaru na jednom z koncertů

Písně začal psát ve věku 17 let. Jeho rané písně se zabývaly tématy, jako je život na ulici v Leningradu, láska nebo poflakování se s přáteli. Hlavními hrdiny jeho písní byli mladí lidé s omezenými možnostmi, kteří se snaží přežít v tvrdém světě. V této době byl rock undergroundové hnutí omezené hlavně na Leningrad a média okupovaly moskevské popové hvězdy z prvních příček žebříčků. Rock nebyl pro vládu nijak žádaný, rockové kapely dostávaly jen malé nebo žádné finanční prostředky. Rocková hudba byla označena jako hudba chuligánů a narkomanů. V roce 1974 Viktor nastoupil na Serovovu uměleckou školu, ale v 18 letech byl vyloučen údajně pro nedostatečné výsledky. V této době začal účinkovat se svými písněmi na večírcích. Během jednoho z nich si ho všiml Boris Grebenščikov, člen zavedené rockové skupiny Akvárium. Grebenščikov vzal Coje pod svá křídla a pomohl mu založit svou vlastní kapelu, tak začala Cojova roková kariéra.

## Počátky skupiny Kino
Leningradský rockový klub byl jeden z mála veřejných míst, kde bylo možno vystupovat. V roce 1982 se zde odehrál Cojův jevištní debut na rockovém koncertu. Podporován dvěma členy Akvária ohromil inovativními texty a hudbou celé publikum.
Před tím, než se stal slavným, řekl, že problém hudby byl, že nikdo nechtěl riskovat. Chtěl experimentovat s texty a hudbou s cílem vytvořit něco čerstvého, co ještě nikdo nikdy neslyšel, a to se mu podařilo. Krátce po jeho koncertu se dohodl s dalšími muzikanty a společně založili skupinu Kino. V Cojově bytě nahráli demonahrávku, která se rychle rozšířila po Leningradu, pak po celé zemi. Kino začalo získávat další a další fanoušky.

### První album
V roce 1982 Kino vydalo své první album 45. Toto album ukázalo Cojovu ochotu dotknout se politických témat. Tím se lišil od mnoha umělců. Ve své písni Električka (Электричка) pojednává o člověku, jenž uvízl ve vlaku, který ho veze, kam nechce. To nebylo nic jiného než metafora k životu v Sovětském svazu a kapela byla kvůli této písni rychle zakázána. Navzdory všemu toto poselství písně zpopularizovalo Viktora Coje i skupinu Kino mezi protirežimní mládeží a mladí lidé k nim začali vzhlížet jako k modlám.
V roce 1982 Coj potkal Marjanu Igorevnu Podobanskou, kterou si v roce 1985 vzal. Marjana se stala zdrojem Cojovy podpory, 26. srpna 1985 se jim narodil syn Alexandr.
Skupina Kino dala najevo své další politické názory na druhém leningradském rockovém koncertu. Skupina vyhrála přehlídku s Cojovou protiválečnou skladbou Vyhlašuji svůj dům ... [bezjadernou zónou] (Я объявляю свой дом ... [безъядерной зоной]). Popularita písně byla poháněna právě probíhající afghánskou válkou, kde bylo připraveno o život tisíce mladých sovětských občanů.

### Gorbačovova éra

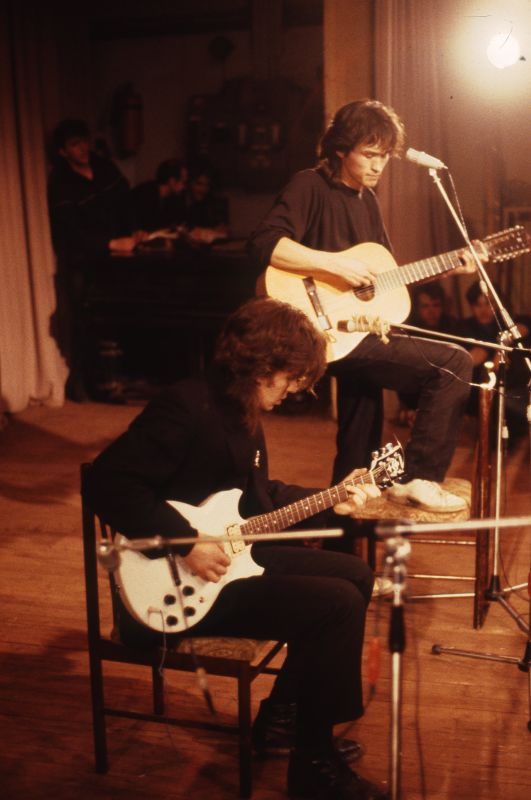
Viktor Coj (stojící) s Jurijem Kasparjanem na koncertě v Leningradu (1986)

Kino stále unikalo pozornosti mainstreamu kvůli nedostatečné státní podpoře, ale to se změnilo s příchodem Michaila Gorbačova k moci v Sovětském svazu v roce 1985. Jeho sociální a ekonomické reformy, zejména glasnosť a přestavba, začaly odhalovat ekonomické a sociální problémy a umožnily otevřenou diskusi o nich v médiích. Díky glasnosti došlo k uvolnění omezení sdělovacích prostředků a kapelám bylo umožněno vystupovat v nich a psát i o problémech ve společnosti. V roce 1986 využil Coj otevřené atmosféry a společenských postojů a vydává píseň s názvem Хочу перемен! (Chci změny!). Píseň vyzývala mladou generaci požadovat změny ve stávajícím systému a šířila jméno Kina po celém národě. Nicméně v rozhovoru, který odvysílala sovětská televize krátce po jeho smrti, Coj uvedl, že jeho písně byly často nesprávně interpretovány a že se obvykle vyhýbal politickým záměrům v jeho poesii. Řekl, že zejména píseň Chci změny!, která byla často využívána perestrojkovým hnutím, s ním nemá co do činění.

## Cesta ke slávě
Rok 1987 byl pro Kino průlomový. Vydání jejich 7. alba Krevní skupina (Группа крови) vyvolalo to, co bylo známo pod názvem „Kinomania“. Uvolněná politická situace umožnila Cojovi vydat toto jeho nejvíce politické album a nahrát hudbu, kterou nikdo před ním hrát nemohl. Většina skladeb z tohoto alba byla zaměřena na sovětskou mládež. Písně mladé nabádaly, aby započali změny ve společnosti, některé z písní byly zaměřeny na sociální problémy ochromující společnost. Zvuk a poezie jeho alba udělaly z Coje hrdinu napříč sovětskou mládeží a Kino se stalo nejpopulárnější kapelou v historii. Díky rozmanitosti národností Cojových fanoušků byla jeho původní ruská poezie přeložena do jejich národních jazyků. V průběhu několika následujících let se Coj objevil v několika úspěšných filmech, jako např. Jehla (Игла). Také cestoval do USA, aby své filmy podpořil na filmových festivalech. Bylo vydáno dalších několik alb, která dále zvýšila popularitu kapely, jejich témata byla opět převážně politická. Přestože byl Coj obrovskou hvězdou, žil stále relativně normální život. Stále si nechával svou starou práci v kotelně nájemního domu, což překvapilo mnoho lidí. Coj k tomu řekl, že ho práce baví a že také potřebuje peníze na podporu kapely, protože ještě neobdržel žádnou vládní dotaci a jejich alba byla kopírována a distribuována samizdatem zdarma. Toto Coje ještě více zpopularizovalo, protože lidem ukázal, že je nohama na zemi a oni se k němu mohou připodobnit. Hodina největší slávy Kina přišla v roce 1990 s koncertem na moskevském stadionu Lužniki. 62 000 fanoušků přišlo oslavit triumf nejúspěšnější sovětské rockové skupiny.

## Účinkování ve filmu

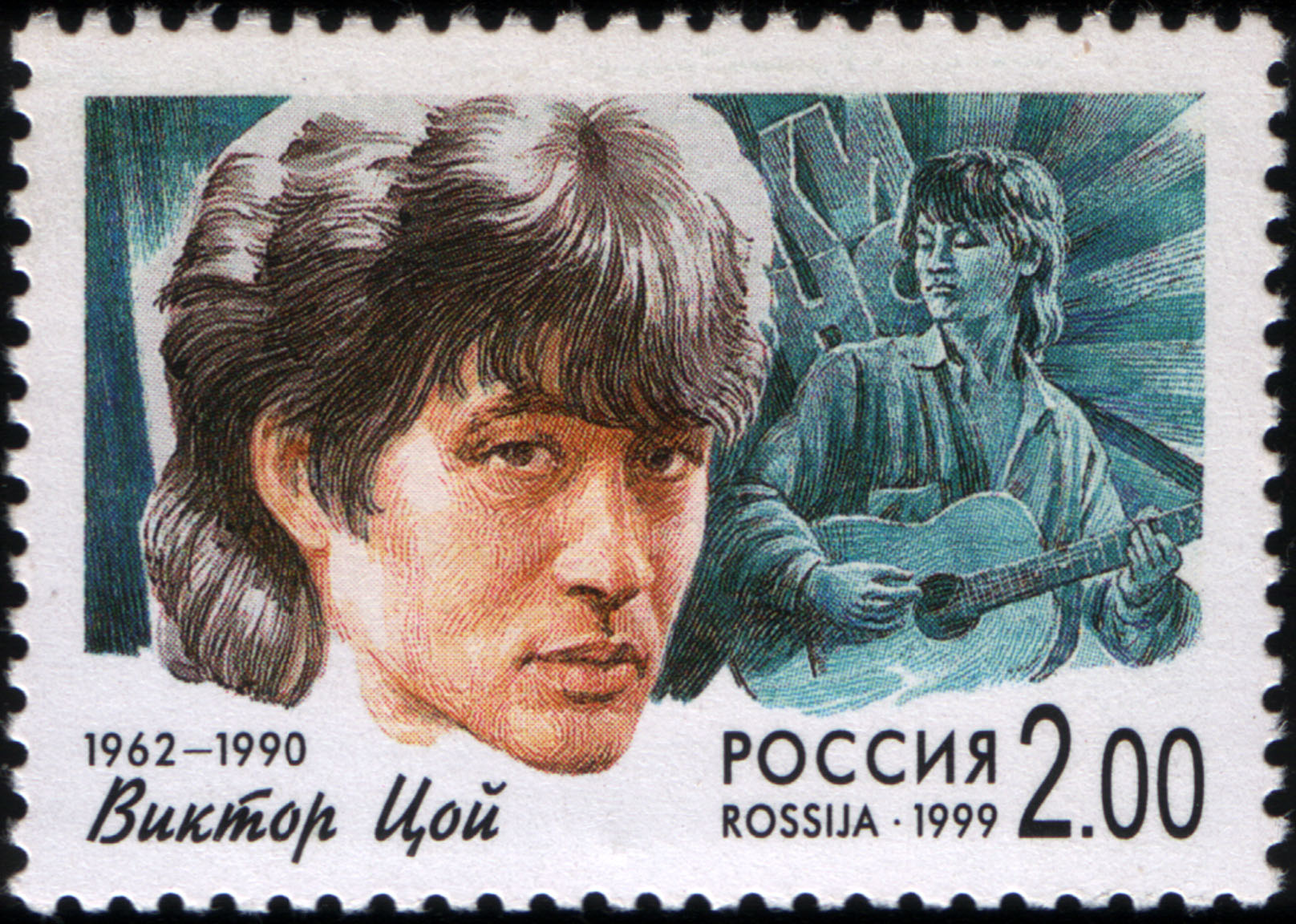
Ruská známka věnovaná Viktorovi Cojovi, 1999

V roce 1988 si Viktor Coj zahrál v celovečerním filmu režiséra Rašida Nugmanova napsaném Alexandrem Baranovem a Bachytem Kilibajevem. Byl pojmenován Jehla (Игла) a Coj hrál hlavního hrdinu Mora. Moro se vrátí do Alma-Aty vybrat zpět peníze, které rozpůjčoval. Během čekání zapříčiněného neočekávaným zpožděním navštíví svou bývalou přítelkyni Dinu a zjistí, že je závislá na morfinu. Rozhodne se pomoci jí zbavit se návyku a bojovat s místní drogovou mafií zodpovědnou za její stav. Soupeře Moro najde ve smrtícím „doktorovi“, mafiánském šéfovi, který Dinu využívá.
Soundtrack z filmu včetně hudby i textů písní Cojova Kina výrazně přispívá k celkové atmosféře filmu, navíc jsou ve filmu použity postmoderní zvraty a surrealistické scény.
Film byl v Sovětském svazu oficiálně vydán v únoru 1989.

## Smrt a důsledky

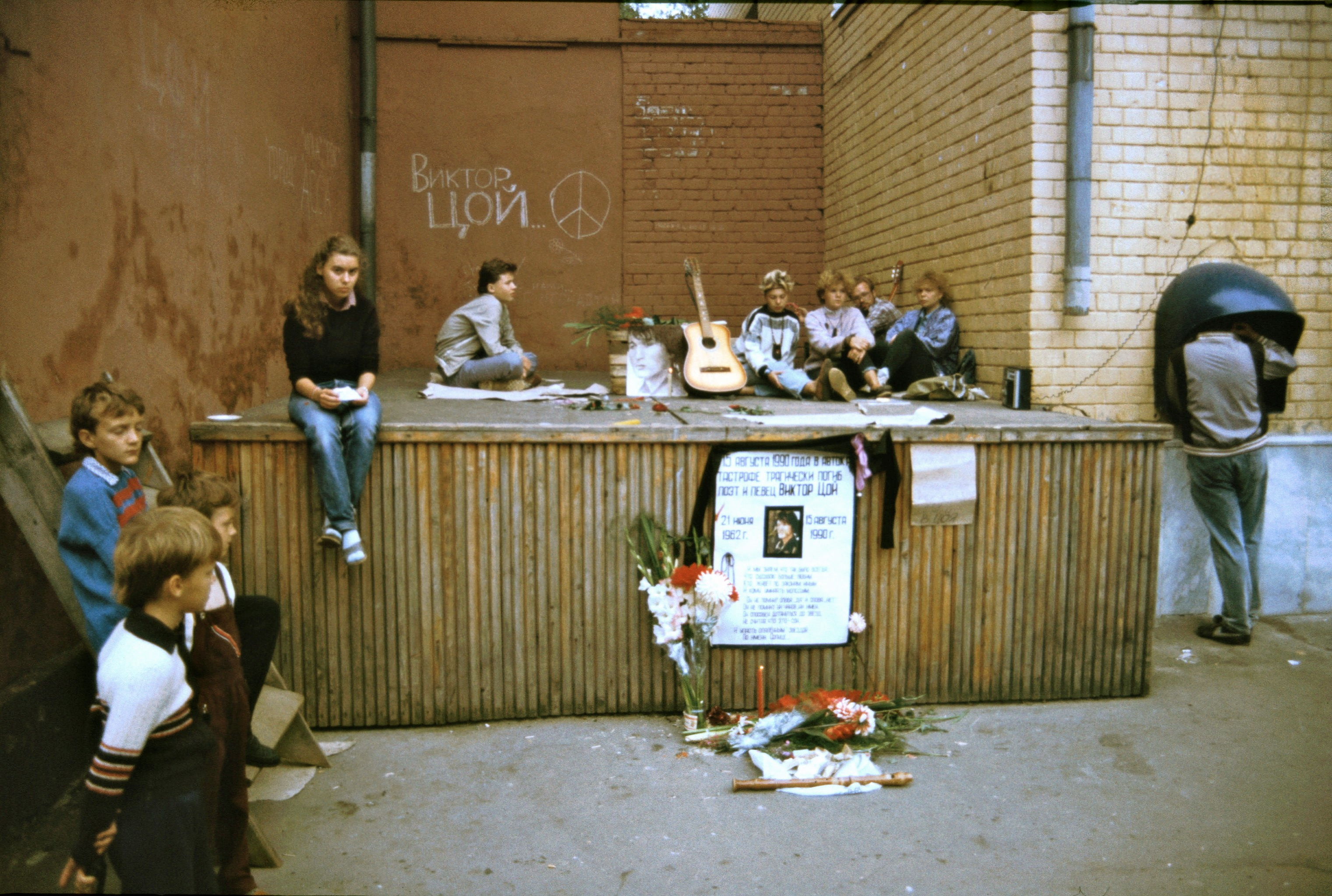
Fanoušci vzpomínají na Viktora Coje

14. srpna 1990 Coj v Lotyšsku dokončil nahrávku vokálů pro další album Kina. Byl prý na cestě zpět do Leningradu, aby jeho spoluhráči z kapely mohli tuto nahrávku zpracovat. Brzy ráno 15. srpna, když se vracel zpět z chytání ryb, jeho auto narazilo do autobusu na okraji Rigy a on zemřel. Jeho vůz byl zcela zdemolován tak, že jedna jeho pneumatika nebyla nikdy nalezena. Coj chtěl vzít s sebou na výlet svého syna Sašu, naštěstí s ním nejel. Coj byl pohřben v uzavřené rakvi.
Dne 17. srpna jeden z hlavních sovětských deníků Komsomolskaja pravda otiskl následující komentář o Cojovi a jeho smyslu pro mládež celého národa:
Coj znamená více pro mladé lidi našeho národa než jakýkoliv politik, celebrita nebo spisovatel. Důvodem je to, že Coj nikdy nelhal a nikdy se nezaprodal. Byl a zůstává sebou. Je nemožné nevěřit v něj... Coj je jediný rocker, u kterého není rozdíl mezi jeho obrazem a jeho skutečným životem, žil tak, jak zpíval... Coj je poslední rockový hrdina.
Páska, která obsahovala pouze nahrávku Cojových vokálů pro příští album, byla objevena a předána zbylým členům skupiny Kino. Ta nahrála hudbu k albu pokřtěnému Černé album (Чёрный альбом) na znamení smutku za zemřelého zpěváka. Album přineslo nejpopulárnější písně kapely, utužilo pozici Kina jako špičky ruského rocku v celé historii a Viktora Coje jako hrdinu a legendu.

## Kulturní dopad

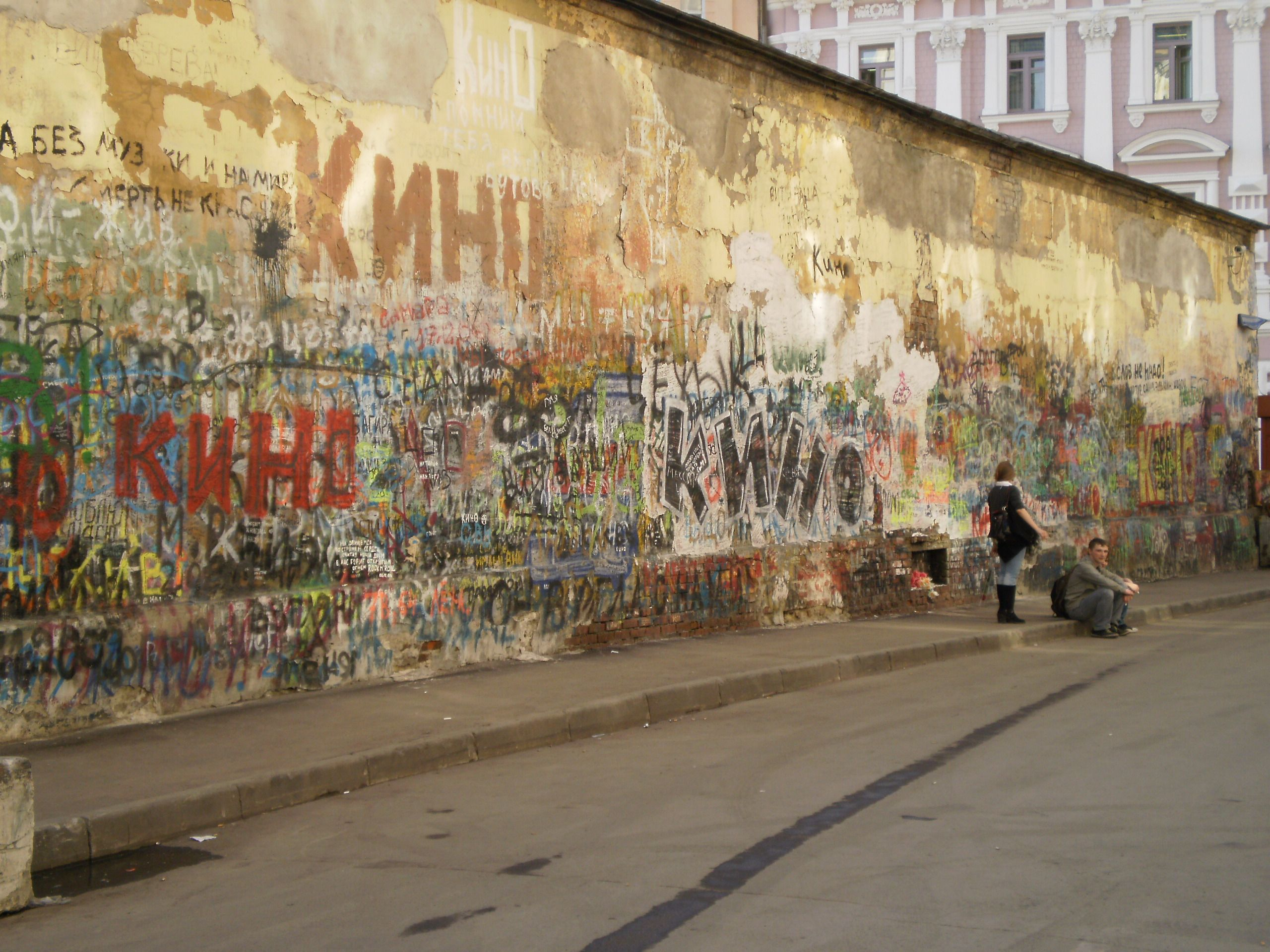
Cojova zeď v Arbatu v Moskvě.

Skupina Kino přinesla hudbu a texty, jakou nebyl ochoten ani schopen přinést žádný jiný sovětský umělec před ní a otevřela dveře pro další moderní ruské rockové skupiny. To je vidět na mnoha místech po celé zemi, od graffiti na oploceních Petrohradu až po celou zeď věnovanou Viktorovi Cojovi v postranní uličce Arbatu v Moskvě, kde se shromažďují fanoušci vzpomínající na svého hrdinu. V roce 2000 se sešly některé z nejlepších ruských kapel a zahrály vlastní interpretace nejlepších písní skupiny Kino jako poctu Viktoru Cojovi, který by právě oslavil 38. narozeniny.
Cojova píseň „Krevní skupina“ (Группа крови) byla vysílána ve fiktivní rádiové stanici Vladivostok FM ve hře Grand Theft Auto 4. Také ji můžeme slyšet ve hře Metro Exodus když poprvé naladíme rádio v Auroře.

## Filmografie
Filmy, v kterých Coj účinkoval nebo kde zazněly jeho písně:
1. 1986 — Йа-хха (Ja-chá, dokumentární film)
2. 1986 — Рок (Rock, dokumentární film)
3. 1986 — Конец каникул (Konec prázdnin)
4. 1988 — Асса (Assa)
5. 1988 — Игла (Jehla)
6. 1989 — Оно (Ono)
7. 1989 — Последний герой (Poslední hrdina)
8. 1990 — Город (Město)
9. 2014 — Дурак (Hlupák)
10. 2014 - Мотыльки (Černobyl, UA, Vitalij Vorobjov)